# John LeCompt
John Charles LeCompt (n. 10 martie 1973 în Little Rock, Arkansas) este un chitarist american. În prezent locuiește cu soția lui Shelly și are doi copii Bethanie și John Charles LeCompt II

## Formații

### Kill System
LeCompt a format formația Kill System îmrepună cu chitaristul formației Living Sacrifice RockY Gray, basistul formației Soul Embraced Chad Moore, Allen Robson (Between the Second, Becoming Saints) și Lance Garvin (din Living Sacrifice) la baterie. Chiar dacă formația nu a semnat nici un contract și nu a fost distribuită niciodata, Kill System a evoluat în ceva simfonic și a căpătat mulți fani

### Soul Embraced
LeCompt a intrat în formație pentru a colabora cu Rocky Gray la formația Soul Embraced. LeCompt cânta la chitară la prestațiile live ale formației și a fost vocalist la piesa "Seems Like Forever"

### Machina
În 2005, LeCompt colaborează cu solistul formației Future Leaders of the World Phil Tayler. După reformarea formației cu Jack Wiese la chitară, Thad Ables la chitară bas și Rocky Gray la baterie, Future Leaders of the World își schimbă numele în Machina (pronunțat "mah-shee-nah"). În prezent lucrează la un nou material și pregătesc un eventual album și turneu.